# 李时珍墓
李时珍墓是湖北省黄冈市蕲春县的全国重点文物保护单位。
李时珍于明万历二十一年（1593年）逝世后，在其父母合葬墓东侧安葬。中华人民共和国成立后将李时珍墓扩建为李时珍陵园，除墓冢外，还修建了石牌坊、莲花池、拱桥、李时珍塑像等建筑，并在陵园西侧修建了李时珍纪念馆。

## 文物保护情况
1956年11月15日，作为“李时珍故居及其墓葬”的子项被湖北省人民委员会列为第一批湖北省文物保护单位；1982年2月23日，以“李时珍墓”的名义被中华人民共和国国务院列为第二批全国重点文物保护单位。
其作为文物的保护范围为：以墓为中心，向东60米，向西500米，向南60米，向北150米（围墙为界）。